# Mount Brown (Antarktika)
Mount Brown ist ein 1982 m hoher Berg im ostantarktischen Prinzessin-Elisabeth-Land. Er ragt 260 km östlich der Vestfoldberge und 160 km südsüdwestlich des Kap Penck geringfügig über den ihn umgebenden antarktischen Eisschild hinaus.
Luftaufnahmen der US-amerikanischen Operation Highjump (1946–1947) dienten seiner Positionsbestimmung. Das Advisory Committee on Antarctic Names benannte den Berg nach Leutnant Eduardo P. Brown (1916–2006), Fotograf der Westgruppe der Operation Highjump.